# Catherine Tardif
Pour les articles homonymes, voir Tardif.
 (novembre 2024).
La mise en forme du texte ne suit pas les recommandations de Wikipédia : il faut le « wikifier ».
Les points d'amélioration suivants sont les cas les plus fréquents :
- Les titres sont pré-formatés par le logiciel. Ils ne sont ni en capitales, ni en gras.
- Le texte ne doit pas être écrit en capitales (les noms de famille non plus), ni en gras, ni en italique, ni en « petit »…
- Le gras n'est utilisé que pour surligner le titre de l'article dans l'introduction, une seule fois.
- L'italique est rarement utilisé : mots en langue étrangère, titres d'œuvres, noms de bateaux, etc.
- Les citations ne sont pas en italique mais en corps de texte normal. Elles sont entourées par des guillemets français : « et ».
- Les listes à puces sont à éviter, des paragraphes rédigés étant largement préférés. Les tableaux sont à réserver à la présentation de données structurées (résultats, etc.).
- Les appels de note de bas de page (petits chiffres en exposant, introduits par l'outil «  Source ») sont à placer entre la fin de phrase et le point final[comme ça].
- Les liens internes (vers d'autres articles de Wikipédia) sont à choisir avec parcimonie. Créez des liens vers des articles approfondissant le sujet. Les termes génériques sans rapport avec le sujet sont à éviter, ainsi que les répétitions de liens vers un même terme.
- Les liens externes sont à placer uniquement dans une section « Liens externes », à la fin de l'article. Ces liens sont à choisir avec parcimonie suivant les règles définies. Si un lien sert de source à l'article, son insertion dans le texte est à faire par les notes de bas de page.
- La présentation des références doit suivre les conventions bibliographiques. Il est recommandé d'utiliser les modèles {{Ouvrage}}, {{Chapitre}}, {{Article}}, {{Lien web}} et/ou {{Bibliographie}}. Le mode d'édition visuel peut mettre en forme automatiquement les références.
- Insérer une infobox (cadre d'informations à droite) n'est pas obligatoire pour parachever la mise en page.

Pour une aide détaillée, merci de consulter Aide:Wikification.
Si vous pensez que ces points ont été résolus, vous pouvez retirer ce bandeau et améliorer la mise en forme d'un autre article.
Catherine Tardif, née en 1961 à Trois-Rivières, est une chorégraphe et interprète canadienne. Active dans le milieu de la danse et du théâtre à partir du début des années 1980, elle est la directrice générale et la co-directrice artistique, avec Michel F. Côté de la compagnie Et Marianne et Simon.  

## Biographie
Catherine Tardif reçoit sa formation à l'Université du Québec à Montréal alors que le programme de baccalauréat en danse vient tout juste d'être créé. En 1982, elle conçoit dans ce cadre sa première chorégraphie Qu’est-ce qui est noir et blanc et qui fume ? et y fait la rencontre de Jean-Pierre Perreault, avec qui elle collabore en tant qu'interprète à l'œuvre Joe (1983),. 
Au cours des années 1980 et 1990, elle poursuit une double carrière d'interprète et de chorégraphe indépendante. En tant qu'interprète, elle travaille notamment avec la Fondation Jean-Pierre Perreault, la Compagnie Carbonne 14 (Gilles Maheu), le Carré des Lombes (Danièle Desnoyers), Cas public (Hélène Blackburn) et Fortier Danse-Création (Paul-André Fortier). Du côté du théâtre, elle collabore en tant qu'interprète et co-conceptrice avec la compagnie Ex Machina (Robert Lepage),.   
En mars 2001, elle fonde la Compagnie Et Marianne et Simon pour laquelle elle agit en tant que directrice artistique et chorégraphe. La première création, au titre éponyme, met en scène dix interprètes jumelés à dix compositeurs donnant lieu à dix solos dansés sur dix œuvres originales.  S'ensuit Trio Métal en 2002, en coproduction avec le Théâtre de Quat'sous. Le show western, présenté à l'Agora de la Danse en 2004. Le Show Triste en 2006 au Théâtre La Chapelle (en coproduction avec Danse-Cité). Le Show Poche, présenté au Festival TransAmériques (FTA) en 2009. À partir de 2010, elle partage la direction artistique avec le compositeur Michel F. Coté, très impliqué dans la compagnie depuis sa fondation.  

## Œuvres
- 1982 : Qu'est-ce qui est noir et blanc et qui fume?
- 1994 : Léopold et Maurice
- 1998 : Décorum[7]
- 2001 : Projet Tardif
- 2001 : Et Marianne et Simon
- 2002 : Trio Métal
- 2004 : Soli
- 2004 : Un show western
- 2006 : Le show triste[8]
- 2009 : Le show poche[9]
- 2014 : 6,3 Évanouissements
- 2016 : Mobilier mental[10]
- 2021 : La jamais sombre